# トヨタ・カローラルミオン
カローラ ルミオン（COROLLA RUMION）は、トヨタ自動車が日本において製造・販売していた小型トールワゴン型の乗用車。カローラシリーズで、通称は「ルミオン」。
また、スズキ・エルティガのバッジエンジニアリング版（OEM）として2021年10月からルミオン（RUMION）として販売されている。

## 概要
北米で展開していた「サイオン」ブランドにおいて2015年4月まで販売されていた2代目サイオン・xBをベースに、フロントマスクやバンパー、灯火類、ステアリング位置などを、日本の保安基準や道路事情、日本人の好みに合わせて変更したモデルである。なお、サイオン・xBの外観はほぼそのままにオーストラリアでも2010年より「ルークス」(RUKUS) という車名で販売されているが、エンジンはxBと同じ2.4Lとなっていた。
カローラシリーズは世代を重ねるとともに購入層が高齢化しており、ルミオンはその現状を打破する目的で登場した。また2006年10月に販売終了したカローラランクス、および2007年7月に販売終了したカローラスパシオの各後継車種としての役割も兼ねていた。目標月間販売台数は2007年10月当時3,500台と見込んだ。 
全長はアクシオやフィールダーよりも短いが、他のカローラシリーズとは異なり、日本国外向けカローラセダン（E150型）とオーリス／ブレイド（E150H型）のシャーシをベースとしており、車幅が1,700mmを超えているため国内で販売される「カローラ」シリーズとしては初の3ナンバー登録となり、プラットフォームは新MCプラットフォームとなる。エンジンは「サイオン・xB」の2.4Lではなく、日本の交通事情に合わせて他のカローラシリーズと同じく1.5L・1.8Lの2本立てとなる。生産はトヨタ自動車東日本岩手工場（旧・関東自動車工業岩手工場）が担当していた。
日本向けのカローラシリーズとしては唯一、新MCプラットフォームが用いられている関係で、PCDが114.3mmの5穴を用いたホイールが全車に採用されている。
日本国内では角ばったボディ形状がトヨタ・bBを連想させ（そもそも北米市場での先代車種である初代xBは初代bBの北米向け輸出版であった）、若者の心をとらえておりカスタムのベース車として、トヨタの同クラスではbBに次ぐ支持を得ていた。

## 初代 NZE15#N/ZRE15#N型（2007年 - 2015年）
- 2007年
  - 10月9日 - 販売開始。キャッチコピーは「ゴツンとルミオン」。CMナレーションは高田純次。トヨタでは2007年6月から新型車・次期車種の投入やフルモデルチェンジを例年より多く行っており、同社が同年度中に新発売、フルモデルチェンジした車種はこれで9車種目となる[3]。
  - 12月21日 - 特別仕様車の「Chocolate」・「AEROTOURER Chocolate」を発表。2008年1月 - 4月までの期間限定発売であった。なお、チョコレートという名前ゆえ外板色は特別外板色のマルーンマイカの1色のみで価格・グレードは通常のルミオンと同じであった。また、特別装備はこの外板色のみで他はベースグレードと同一。
- 2008年
  - 4月22日 - 特別仕様車の「AEROTOURER SORA」を発表。2008年5月 - 8月までの期間限定販売であった。内容は上記と同じく、特別外板色のライトブルーマイカメタリック1色のみであった。
  - 9月8日 - 特別仕様車の「1.5G Smart Package」・「1.8S Smart Package」を発表。特別外板色のホワイトパールクリスタルシャインをオプション設定するほか、スマートエントリー&スタートシステム、プロジェクター式ディスチャージヘッドランプ、運転席アームレスト（「1.8S」はベースモデルに標準装備）を特別装備した。ルミオンとしては初の本格的な特別仕様車である。
- 2009年12月22日 - マイナーチェンジ。全車、燃費性能の向上を図り、環境性能を高めた。1.8L車は全てエンジン動弁機構「バルブマチック」付エンジンの2ZR-FAE型に差し替えとなった。1.5L車もアイドリング時の負荷を低減したことにより、1.5L車と1.8L・2WD車は「平成22年度燃費基準+25%」を、1.8L・4WD車も「平成22年度燃費基準+15%」をそれぞれ達成。外観はフロントのバンパーとグリル、リヤのガーニッシュとコンビネーションランプを変更するとともに、新意匠のアルミホイール (オプション設定) とホイールキャップを採用した。外板色には、新たにクールソーダメタリック、ブラキッシュレッドマイカ、ホワイトパールクリスタルシャイン (オプション設定) を設定し、全7色となった。室内においては、シートを全車変更し、新たにアームレスト付コンソールボックスを装備 (一部グレード) し、利便性を高めた。その他、マイナーチェンジにより天井の青色LEDを採用したドームランプ付きイルミネーションは省かれた。グレード体系が一部変更され、1.5L車の「AEROTOURER」は「G」から「X」に変更し、1.8Lの4WD車には「X」を追加した。
- 2011年5月20日 - トヨタカローラ店チャネル創立50周年を記念した特別仕様車「1.5G"On B"」・「1.8S"On B"」を発表（6月6日販売開始）。"On B"とは、「On Black」を略したもので、その名の通り、「1.5G」と「1.8S」をベースに、インパネセンタークラスター&ドアスイッチパネルにピアノブラック塗装を、ホワイトステッチ入りシート表皮・ドアトリム・アームレスト付コンソールボックスにシンセティックレザーを採用し、黒を基調としたクールな内装とした。一方、外装ではメッキアウトサイドドアハンドル、フロントスポイラー、サイドマッドガード&リヤバンパースポイラーを装備し、シルバーをアクセントとしたスポーティなスタイルとした。ボディカラーは夜の街に映える特別設定色ダークバイオレットマイカメタリックを含む4色を設定した。
- 2012年5月8日 - 特別仕様車「1.5G"On B Limited"」・「1.8S"On B Limited"」を発売。2011年6月に発売した"On B"のバージョンアップ仕様で、新たにリアルーフスポイラー、ホワイトステッチ入り本革巻き3本スポークステアリングホイール&シフトノブ、ブラックパネル4連メーターを装備し、プロジェクター式ディスチャージヘッドランプ（ロービーム、オートレベリング機構付）とリアコンビネーションランプにメッキを採用。さらに、スマートエントリー&スタートシステム/盗難防止システム（エンジンイモビライザーシステム）も特別装備された。ボディカラーは特別設定色のディープアメジストマイカメタリックを含む4色を設定した。
- 2013年1月7日 - 一部改良。エンジンの燃焼効率効率やフリクション低減、エンジンとの伝達効率を高めた「Super CVT-i」の採用により、燃費を向上。これにより、1.5L車と1.8L・2WD車が平成27年度燃費基準を達成。併せて、VSC&TRCを全車に標準装備し、1.8L・2WD車には走りの楽しさを演出するCVT SPORTモードを設定。さらに、「1.5S」・「1.8S（"AERO TOURER"を含む）」には室内灯の消し忘れを防止するランプオートカットシステムを装備した。ボディカラーには新色の「スーパーレッドV」を追加した。
- 2015年
  - 4月 - 北米仕様の2代目サイオン・xBが販売終了。
  - 11月 - 同月末で生産（新規受注を含め）終了。以後は在庫のみの対応となる。
  - 12月28日 - 販売終了。これと同時に同社のウェブサイトへの掲載も終了した。

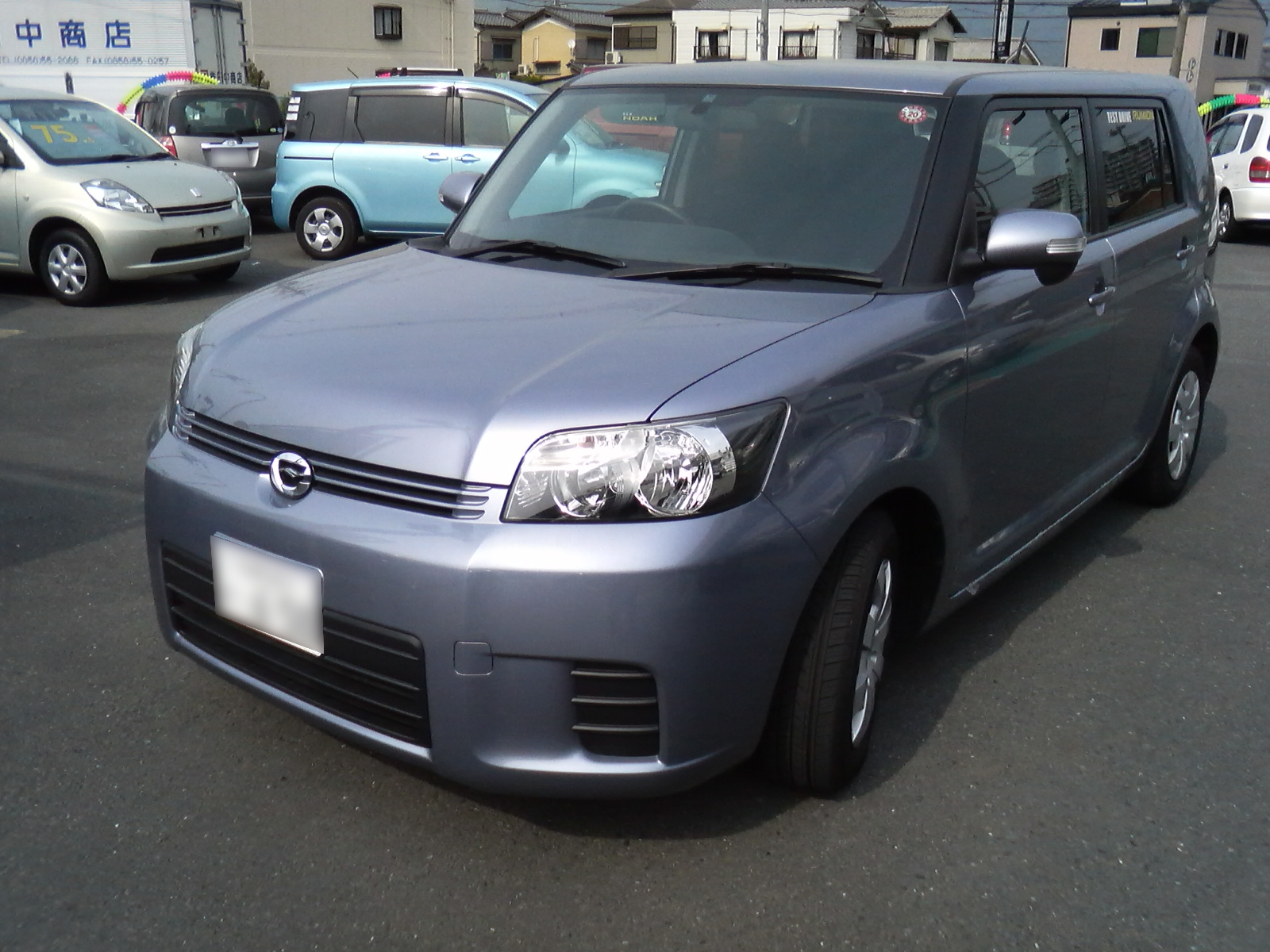
1.5G(前期型) フロント
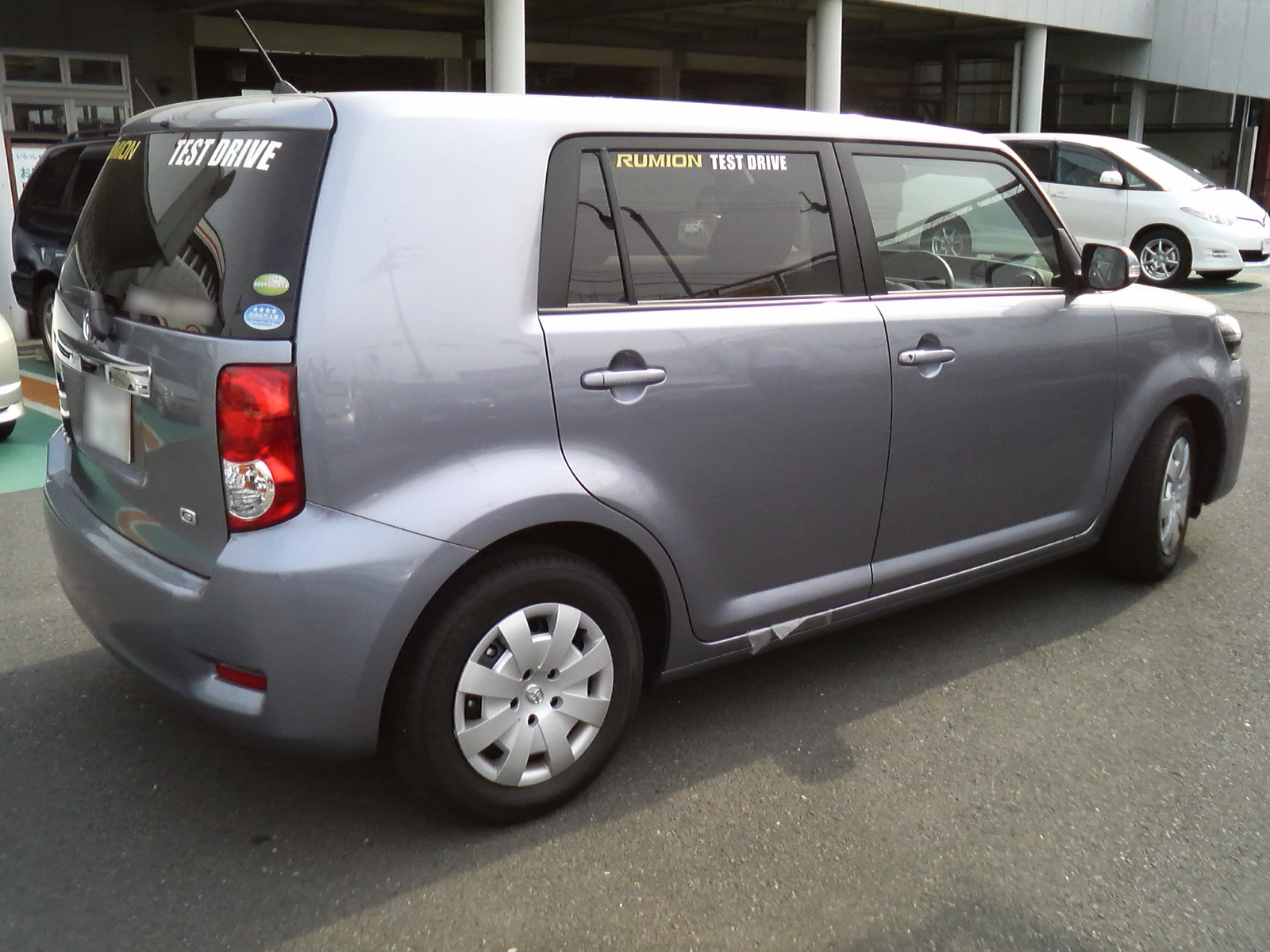
1.5G(前期型) リア
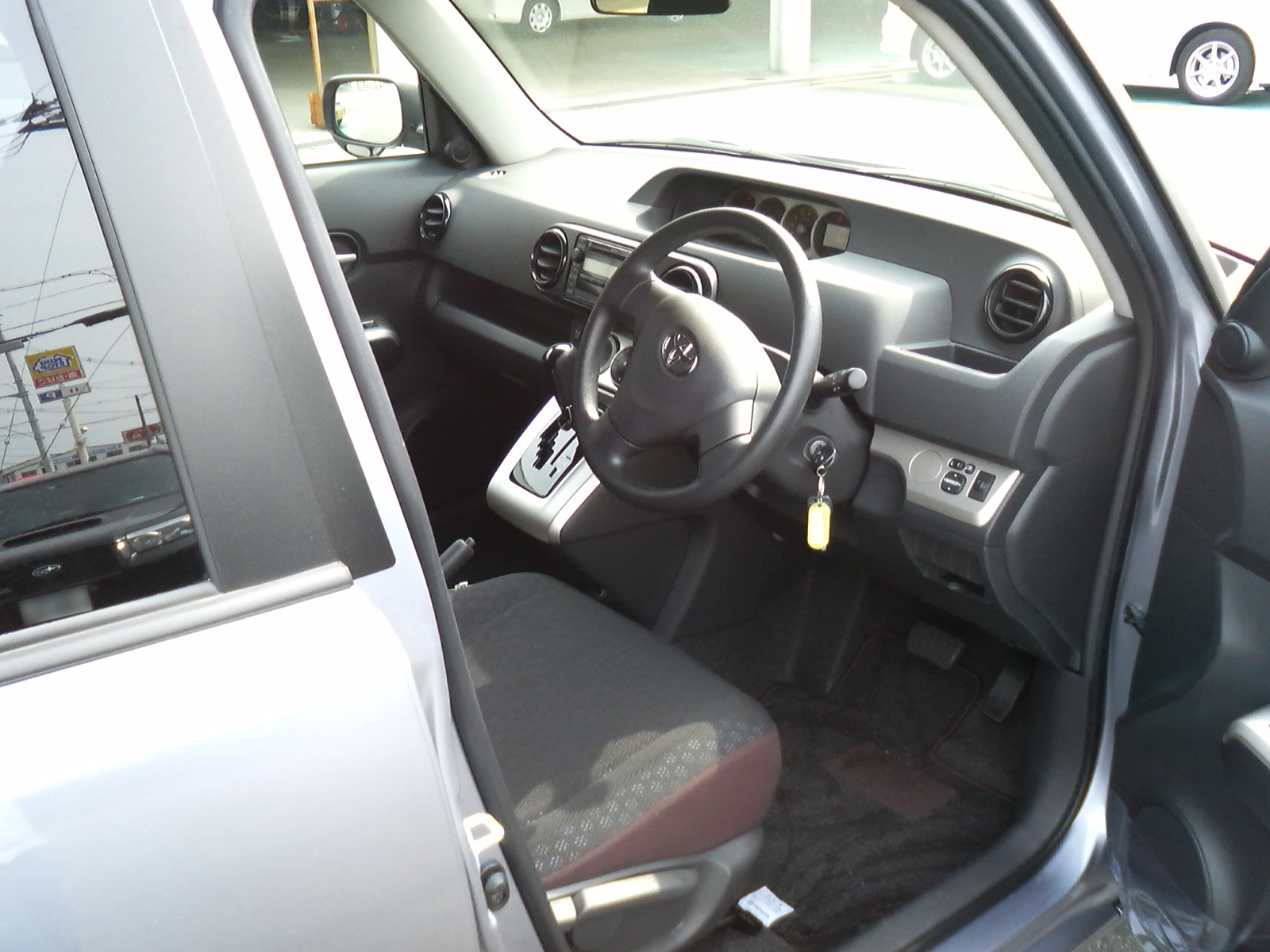
1.5G(前期型) 内装
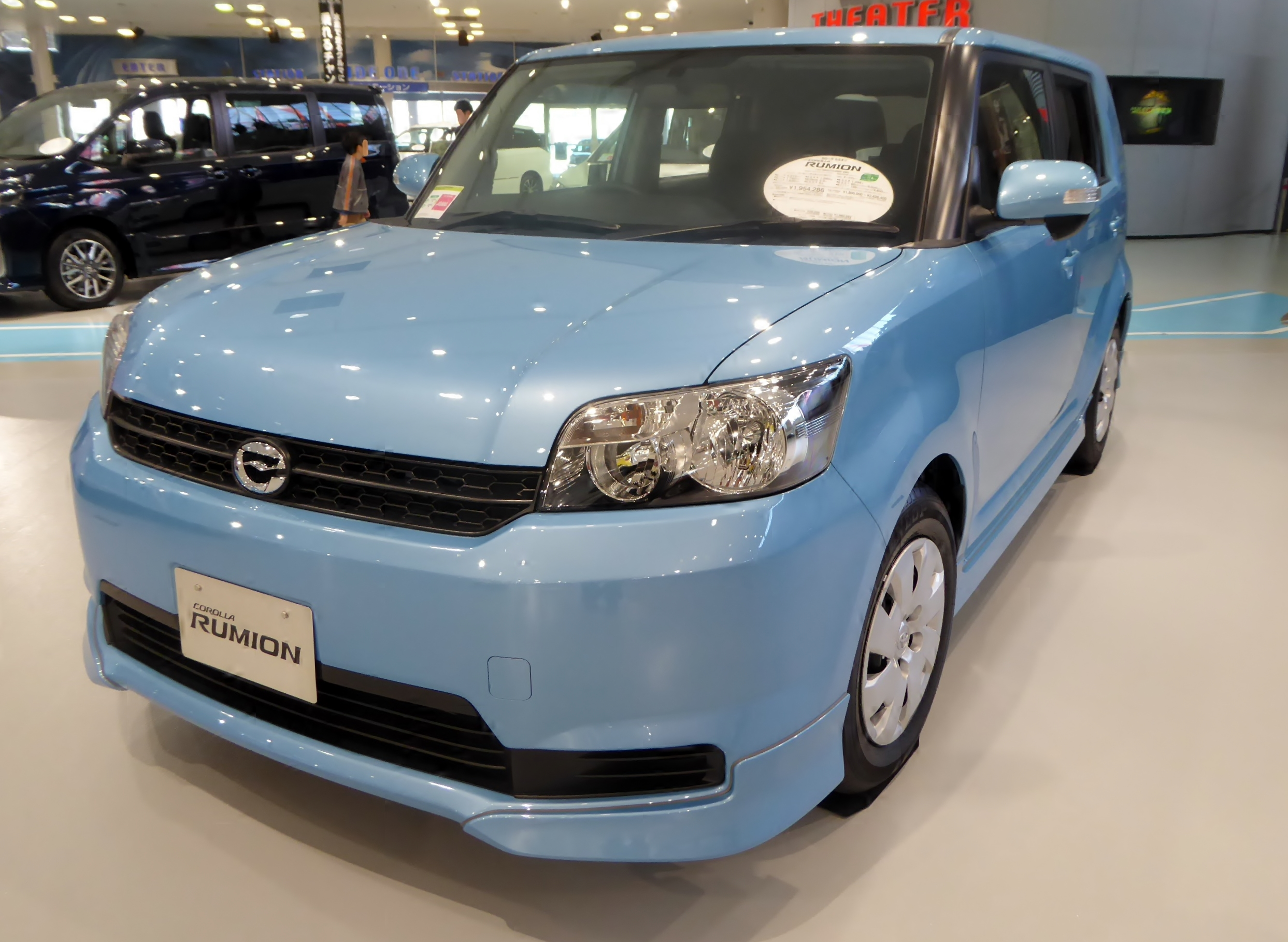
後期型（2009年12月 - 2015年12月）
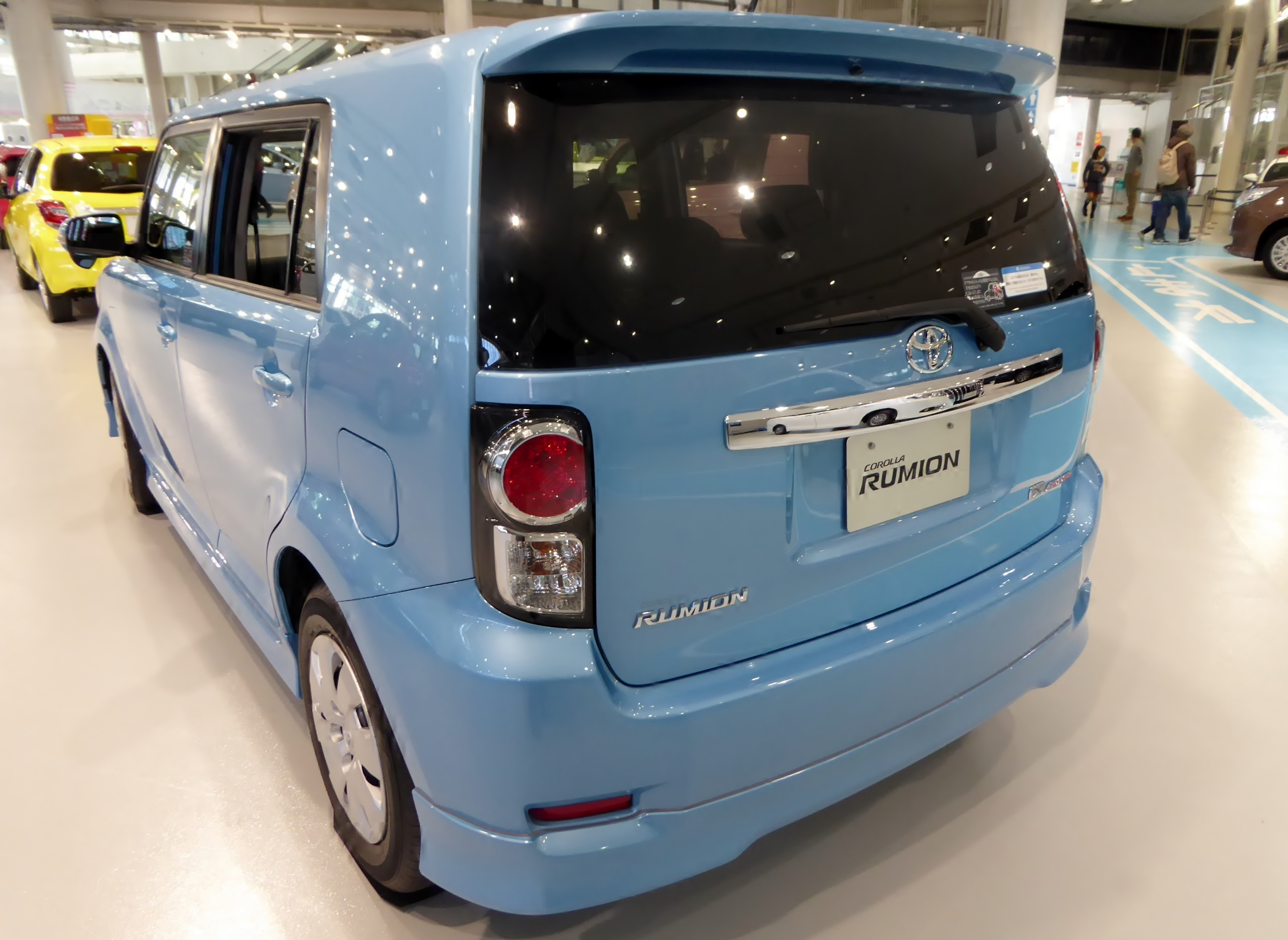
後期型 リア
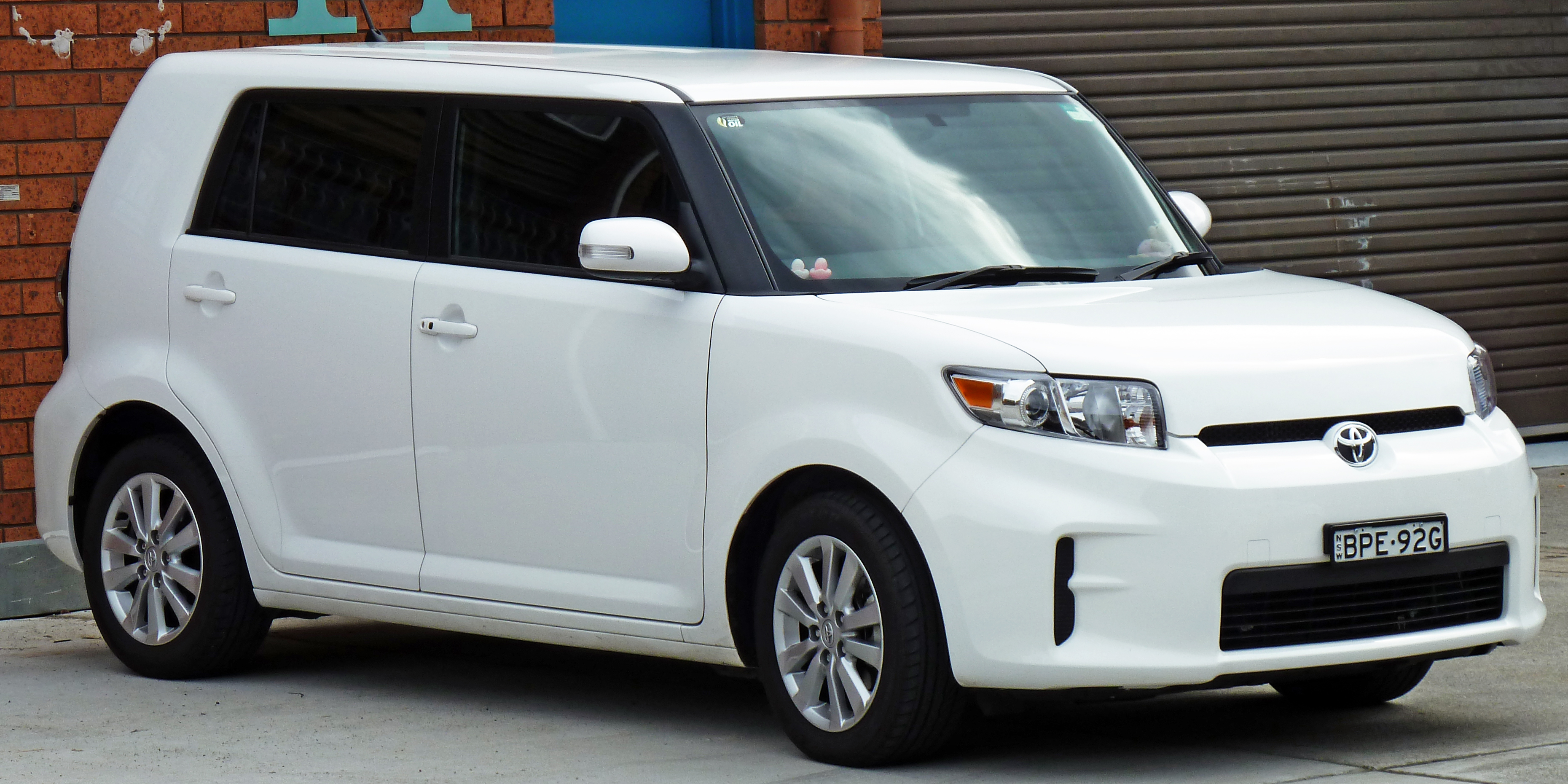
豪州仕様　ルークス　フロント

## 2代目（2021年 - ）

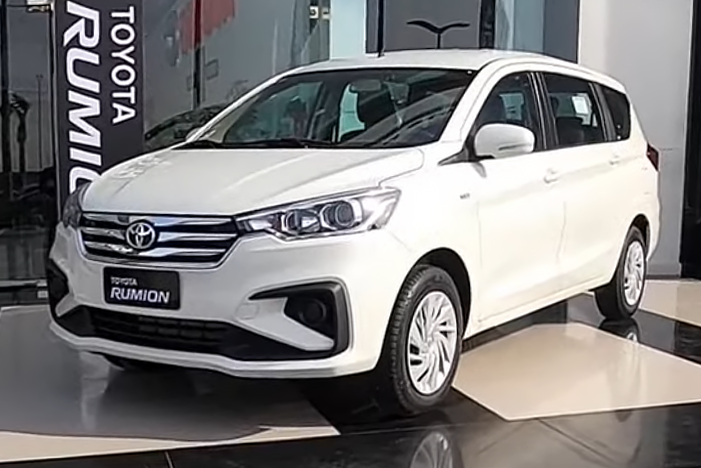
2021年10月11日 - トヨタ自動車より本車のOEM車として、「トヨタ・ルミオン（RUMION）」が南アフリカ市場にて発表された[4]。フロントマスクはベースのエルティガよりも太いグリルで高級感を演出。車名はかつて日本で販売されていた「カローラルミオン」のスペルをそのまま使用している。  - アクティブ

## 取扱販売店
- トヨタカローラ店

## 車名の由来
- 「COROLLA」はラテン語で「花の冠」の意味を持つ。
- 「RUMION」は「ROOMY[5]」と「UNIQUE」からの造語[6]。